# Universidade do Namibe
A Universidade do Namibe (UNINBE) é uma universidade pública angolana, sediada na cidade de Moçâmedes.
A universidade surgiu da transformação da Academia de Pescas e de Ciências do Mar do Namibe e do desmembramento do campus de Moçâmedes da Universidade Mandume ya Ndemufayo.
Tem sua área de atuação restrita a província do Namibe.

## Histórico
Segundo o decreto presidencial n° 285/20, de 29 de outubro de 2020, que consagra e regula a reorganização das instituições públicas de ensino superior, a "Academia de Pescas e de Ciências do Mar do Namibe", criada por despacho presidencial nº 63/16, de 18 de maio de 2016, passa a ser instituição publica, com a denominação de "Universidade do Namibe" e absorve as unidades orgânicas, a oferta formativa e todos os recursos do campus de Moçâmedes da Universidade Mandume ya Ndemufayo, nomeadamente a "Escola Superior Politécnica do Namibe" (ESPtN) e a "Escola Superior Pedagógica do Namibe" (ESPdN).

## Estrutura
A UNINBE encontra-se estruturada em unidades orgânicas (faculdades), estas por sua vez organizadas em departamentos de ensino e investigação onde são ministrados vários cursos e especialidades em diversas áreas do saber científico, ao nível da graduação (licenciatura).

### Faculdade de Ciências Naturais
Localizada no campus da Ponta do Noronha, em Moçâmedes, a Faculdade de Ciências Naturais (FCN-UNINBE) oferta os seguintes cursos:
- Licenciatura em Oceanografia
- Licenciatura em Recursos Marinhos
- Licenciatura em Biologia Marinha

### Faculdade de Ciências das Pescas
Localizada no campus da Ponta do Noronha, em Moçâmedes, a Faculdade de Ciências das Pescas (FCP-UNINBE) oferta os seguintes cursos:
- Licenciatura em Aquicultura
- Licenciatura em Navegação
- Licenciatura em Engenharia Mecânica Naval
- Licenciatura em Engenharia de Técnicas de Processamento de Pescado

### Faculdade de Engenharias e Tecnologias
Localizada no bairro da Praia Amélia, em Moçâmedes, a Faculdade de Engenharias e Tecnologias (FET-UNINBE) oferta os seguintes cursos:
- Licenciatura em Engenharia Mecânica
- Licenciatura em Engenharia Metalúrgica e Materiais
- Licenciatura em Engenharia Eletrotécnica e Eletrónica Industrial
- Licenciatura em Engenharia Elétrica
- Licenciatura em Engenharia do Ambiente

### Faculdade de Ciências Sociais e Humanidades
Localizada no bairro 5 de Abril, em Moçâmedes, a Faculdade de Ciências Sociais e Humanidades (FCSH-UNINBE) oferta os seguintes cursos:
- Licenciatura em Administração e Gestão
- Licenciatura em Contabilidade e Gestão
- Licenciatura em Magistério Primário
- Licenciatura em Ensino da Matemática
- Licenciatura em Ensino da Química
- Licenciatura em Ensino da Física
- Licenciatura em Ensino da Biologia
- Licenciatura em Ensino da Geografia